# 私は女ではないの?

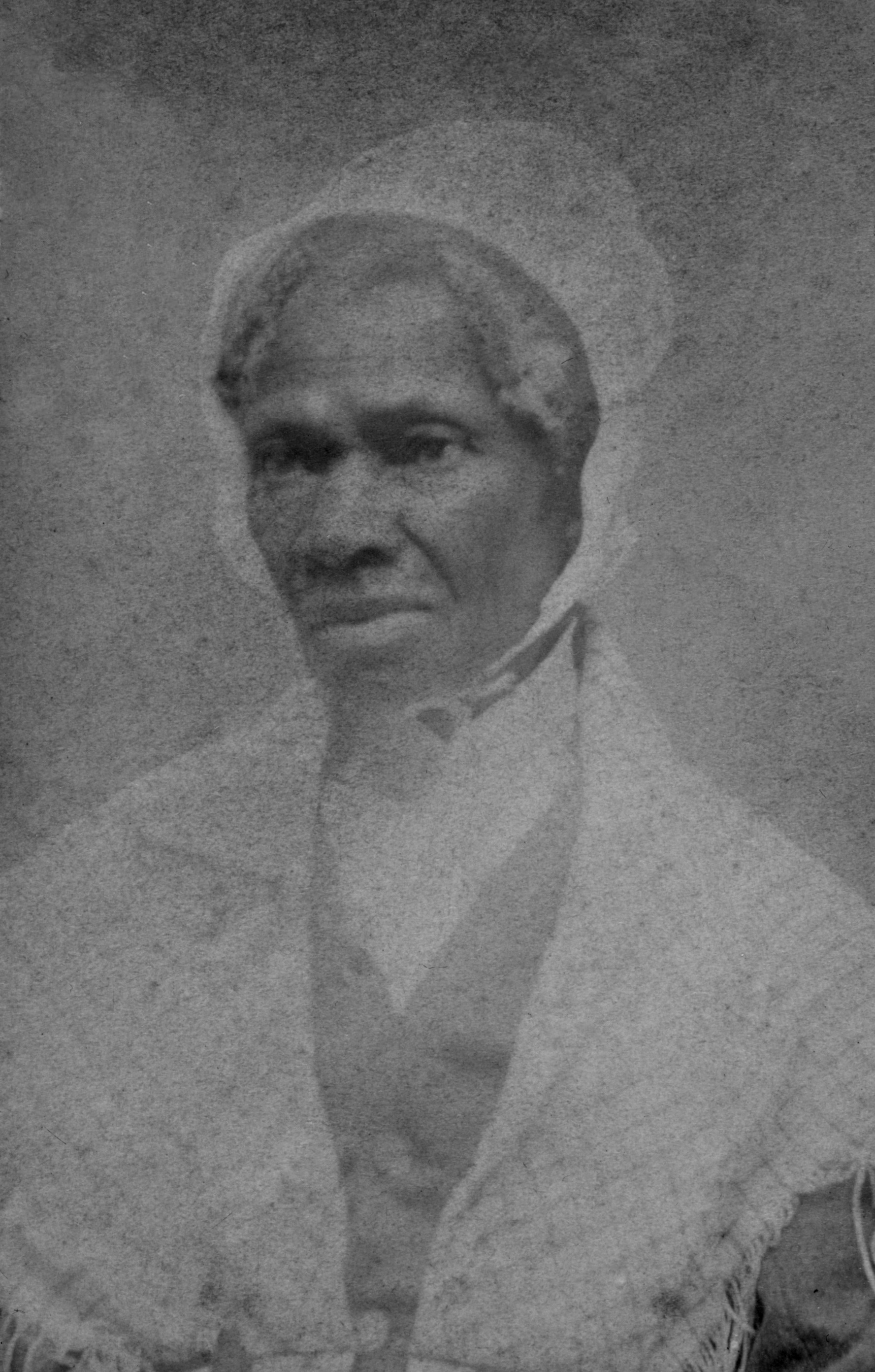
ソジャーナ・トゥルース

「私は女ではないの？」(英語: Ain't I a Woman?)は、ニューヨーク州に奴隷として生まれたソジャーナ・トゥルース（1797-1883）によって即興でなされた演説につけられた名称である。ソジャーナ・トゥルースは、1827年に自由を勝ち取り、しばらくしてから有名な反奴隷論者になった。彼女の演説は1851年5月29日オハイオ州アクロンで開催された女性会議で行われたが、当初は周知の表題はなかった。演説は当時の新聞二紙において簡単に紹介され、また、演説の筆記録は『反奴隷制の喇叭』(Anti-Slavery Bugle) に掲載され、1851年6月21日に発行された。
彼女の演説は、1863年の南北戦争中にフランセス・デイナ・バーカー・ゲイジが異なる版を出版したとき、より多くの注目を浴びた。そしてその演説は、しばしば「私は女ではないの？」と質問を繰り返すことから「私は女ではないの？」という名称で知られるようになった。この晩年のよく知られ、より普及した版は、多くの歴史家たちによって参考文献として引用されているが、正確性については疑問も提出されている。

## 異なる版
この演説についての初めての記事は、1851年6月6日に『ニューヨーク・トリビューン』(New York Tribune)、そして、その5日後に『ザ・リベレイター』(The Liberator、反奴隷制度の新聞)によって発行された。二つの記事はともに短く、演説内容のすべてを転写していなかった。はじめての完全版の転写は、奴隷制度廃止論者であり、女性会議の記録書記をしていた新聞編集者のマリアス・ロビンソンによって6月21日に発行された『反奴隷制の喇叭』(Anti-Slavery Bugle)に収められている。ロビンソンの記事にのった演説には「私は女ではないの？」という質問は記されていない。
12年後の1863年5月、フランセス・デイナ・バーカー・ゲイジはそれらとは大きく異なる版を出版した。その中でゲイジは、トゥルースの話し方を南部奴隷に特徴的な話し方で表現し、また、ロビンソンが記事にしなかった新しい情報をさしはさんだ。ゲイジが出版した版は、1875年、1881年、1889年に再版され、標準の版となった。この版は、「私は女ではないの？」とたびたび繰り返されることに因んで「私は女ではないの？」という名称で知られている。しかしながらトゥルースの話し方はアメリカ南部のものではなく、彼女が生まれ育ったニューヨークのものであり、彼女は9歳までオランダ語のみを話していた。
ゲイジがトゥルースの演説に付け加えたものは、トゥルースが男性と同様に鞭に耐えることができた、今まで彼女に対して慣習的な女性に対する紳士的な敬意を払うものはいなかった、彼女の13人の子どもたちのほとんどが奴隷として売られた、という見解を含んでいた。トゥルースは5人の子どもを持ち、そのうちの1人は売られたと広く考えられており、それ以上の子どもがいたという話は知られていない。ゲイジの1863年の記述は彼女自身のその当時の記事と矛盾するが、そのさらなる誤りは以下のとおりである。ゲイジは1851年、アクロンは一般に、女性の権利大会に対して友好的であり、とくにマスコミはそうであったと書いた。しかし1863年、彼女は大会の統率者たちは「暴徒のような」敵対者を恐れていたと書いている。他にトゥルースの演説を見た者は、トゥルースが演説をした集会ですべての人が喜びの笑顔を浮かべ、大会進行中の一体感を崩すような不協和音はなかったという異なった物語を語った。ゲイジの後期の版とは対照的に、トゥルースは大会に出席する人々に温かく受け入れられた。彼らの大多数は長年の奴隷制度廃止論者であり、人種や市民権への進歩的な考えに友好的であった。

## 演説

### 最初に記録された版
マリアス・ロビンソン（大会に出席し、トゥルースと共に働いていた）は、1851年6月21日付の『反奴隷制の喇叭』(Anti-Slavery Bugle)にトゥルースの演説を文字に起こしたものを掲載した。
大会の演説の中で最も独特で興味深いものの1つは、解放奴隷であるソジャーナ・トゥルースによって行われた。それを文書にすること、またトゥルースの演説が聴衆にもたらした効果が十分にわかるように伝えることは不可能である。彼女の力強い姿、真心を込めた、真剣な身振り、そして彼女の強く誠実な声を聴いたものだけがその価値を認めることができる。彼女は演壇へ進み出て、「二言三言いいですか？」と議長に非常に簡単に話しかけた。議長の肯定の返答を受けた後、彼女は続けた。
私はこの問題について二言三言言いたい。私は女性の権利である〔ママ〕。 私は男性と同じくらいの体力があり、男性と同じくらい働くことができる。私は耕し、収穫し、皮をむき、切り刻み、草を刈った。どの男性がこれ以上のことをできるというのだろうか？私は、男女は平等であると幾度も聞いたことがある。私は、どの男性とも同じ量を運ぶことができ、もし食料があれば、どの男性とも同じ量を食べることができる。私は現在のどの男性とも同じくらい強い。知性に関して私が言えるのはただ、もし女性がパイント容器を持っており、男性がクォート容器を持っていたら、なぜ女性はパイント容器を一杯に満たすことができないのか？ということだけである。私たちが取りすぎることを恐れるがために私たちに権利を与えることを恐れる必要はない。というのも、私たちはパイント容器よりも多くのものは取れないのだから。気の毒な男性は混乱しているように見え、彼らはすべきことが分からない。みなさん、もし、あなたが女性の権利を持っているならば、それを女性に与えなさい。そうすればあなたは気分がよくなるだろう。あなたには自分の権利があるだろうし、それらは悩みの種にならないだろう。私は読むことができない。しかし、聞くことはできる。私は聖書を聞き、イヴは男性に罪を犯させることを学んだ。それから、もし女性が世界をひっくり返したら、彼女に再び正しいあり方に直す機会を与えなさい。聖母マリアは、イエスについて、彼がどんなに女性を蔑視しなかったかを話したことがある。そして彼女は正しかった。ラザロが死んだとき、マリアとマルタが信仰と愛をもってイエスのもとにやって来て、彼女たちの兄弟を生き返らせるように嘆願した。そしてイエスが嘆くとラザロが現れた。イエスはどのようにしてこの世界にやってきたのか？イエスを創造した神、そして彼を産んだ女性からである。男たちよ、あなたの役目はどこにあった？しかし、神に栄えあれ、女性たちは進み出ており、一緒に進み出ている男性もほんの少しはいる。しかし、男性はきつい立場におり、権利のことについて奴隷が男性を追い詰め、女性も男性を追い詰めてきている。彼は確実にタカ（奴隷）とコンドル（女性）の間にいる。

## ゲイジによる1863年の版
トゥルースの演説は、女性の権利運動そして奴隷制度廃止運動の活動家であったゲイジによって12年後によみがえった。ゲイジは大会を主宰し、以下の出来事を述べた。
運動の指導者たちは、灰色の衣服と白いターバンに身を包み、野暮な日よけ帽をかぶった背が高くやつれた黒人女性が、ゆっくりと教会へ進んでいき、女王のような雰囲気で通路を歩き、演壇の上に着席するのを見て慄いた。不同意のざわめきが建物中で聞こえた。そしてこんなことが聴衆に聞こえた。「奴隷制度廃止問題！」「女性の権利と黒人！」「だから言ったでしょ！」「行け、黒人！」何度も何度も、おずおずと震えている人々が私のところへやって来て熱心に言った。「ゲイジさん、トゥルースに演説をさせるな。彼女の演説は私たちを破滅させる。地域中の新聞が私たちの理念を奴隷制度廃止や黒人と一緒くたにするだろう。そして、私たちは徹底的に非難されるだろう。」私は、「その時が来たら、わかるでしょう。」とだけ言った。

次の日、会議は次第に活発になった。メソジスト派、バプテスト派、監督教会派、長老派、ユニヴァーサリズムの聖職者たちが提案された決議案について話し合うためにやって来た。ある人は、男性がより優れた権利や特権を持つ理由は、「より優れた知性」または「キリストが男性であったからである」とし、「もし、神が女性の平等を強く望んだのならば、救世主の誕生・生き方・死を通して意志の表れを伝えただろう」と主張した。またある人は、聖書に記述がある「最初の母の罪」に基づく見解を示した。
その当時は、あえて「大会で演説をする」女性はほとんどいなかった。そして、人々の威厳ある先生たちは、うわべは私たちより優位であった。一方、二階の回廊にいる少年たちや会衆の中で冷笑する者たちは、彼らの思い描くように「心強き者」の計画をくじくことを非常に楽しんでいた。心が弱い友人の中には、まさに品位をなくそうとしている人もいた。そしてその雰囲気は嵐の前兆となった。今まで頭をほとんど上げてもいなかったようなソジャーナ・トゥルースは隅の彼女の席からゆっくりと立ちあがった。「彼女に演説させるな！」半ダースの人々が熱望したのが聞こえた。トゥルースはゆっくりと厳粛に前へ進み、古い帽子を脚に置いて、その口ほどにものを言う目を私に向けた。非難のシッという野次が上からも下からも聞こえた。私は立ち上がり、彼女がソジャーナ・トゥルースであることを放送で知らせ、聴衆にわずかの間静かにするように頼んだ。

騒音は瞬時に収まり、すべての人の目がトゥルースのアマゾネスのような姿に釘付けにされた。彼女は頭をまっすぐにして立つと6フィート近くあり、その目はまるで夢の中にいるように空中の高いところを鋭く見つめていた。彼女が最初のことばを発した時、あたりは深い静寂に包まれた。トゥルースは、大きくはないが建物中の人々の耳に届く低くて張りのある声で扉や窓の人だかりにも聞こえるように話した。

### ゲイジが回想する演説
以下はゲイジが『女性参政権の歴史』(History of Woman Suffrage)で回想した演説であり、彼女によると、ソジャーナ・トゥルースが話したとおりに方言交じりで書かれている。
"Wall, chilern, whar dar is so much racket dar must be somethin' out o' kilter. I tink dat 'twixt de niggers of de Souf and de womin at de Norf, all talkin' 'bout rights, de white men will be in a fix pretty soon. But what's all dis here talkin' 'bout?"

Dat man ober dar say dat womin needs to be helped into carriages, and lifted ober ditches, and to hab de best place everywhar. Nobody eber helps me into carriages, or ober mud-puddles, or gibs me any best place!" And raising herself to her full height, and her voice to a pitch like rolling thunder, she asked. 'And ain't I a woman? Look at me! Look at my arm! (and she bared her right arm to the shoulder, showing her tremendous muscular power). I have ploughed, and planted, and gathered into barns, and no man could head me! And ain't I a woman? I could work as much and eat as much as a man – when I could get it – and bear de lash as well! And ain't I a woman? I have borne thirteen chilern, and seen 'em mos' all sold off to slavery, and when I cried out with my mother's grief, none but Jesus heard me! And ain't I a woman?"
"Den dey talks 'bout dis ting in de head; what dis dey call it?" ("Intellect," whispered someone near.) "Dat's it, honey. What's dat got to do wid womin's rights or nigger's rights? If my cup won't hold but a pint, and yourn holds a quart, wouldn't ye be mean not to let me have my little half-measure full?" And she pointed her significant finger, and sent a keen glance at the minister who had made the argument. The cheering was long and loud.
"Den dat little man in back dar, he say women can't have as much rights as men, 'cause Christ wan't a woman! Whar did your Christ come from?" Rolling thunder couldn't have stilled that crowd, as did those deep, wonderful tones, as she stood there with out-stretched arms and eyes of fire. Raising her voice still louder, she repeated, "Whar did your Christ come from? From God and a woman! Man had nothin' to do wid Him."
Oh, what a rebuke that was to that little man. Turning again to another objector, she took up the defense of Mother Eve. I can not follow her through it all. It was pointed, and witty, and solemn; eliciting at almost every sentence deafening applause; and she ended by asserting:

"If de fust woman God ever made was strong enough to turn de world upside down all alone, dese women togedder (and she glanced her eye over the platform) ought to be able to turn it back, and get it right side up again! And now dey is asking to do it, de men better let 'em." Long-continued cheering greeted this. "'Bleeged to ye for hearin' on me, and now ole Sojourner han't got nothin' more to say."
「おお、皆さん、こんなに大騒ぎのところでは正常な状態ではないに違いない。私は、南部の黒人と北部の女性の会話は権利の話ばかりで、白人の男性はまもなく苦境に立たされると思う。しかし、ここで話していることはなんだろうか？」

「向こうにいる男性が、女は馬車に乗るにも、どぶを越えるにも手助けが必要だし、いつでも一番いい場所を与える必要があるという。今まで、私が馬車に乗ったり、どぶを越えたりするのを手助けしてくれたり、一番いい場所を与えてくれた人はひとりもいなかった！」そして胸を張って立ち、雷鳴のような声でトゥルースは尋ねた。「私は女ではないの？私を見て！私の腕を見て！（彼女は右腕を肩まで露出してものすごい筋肉を見せた。）私は畑を耕し、種をまき、収穫をして納屋へ運んだ。私に勝る男性はひとりもいなかった！私は女ではないの？私は男性と同じくらい働き、食料があるのならば男性と同じくらい食べてやろう。鞭に耐えることも同様である！私は女ではないの？私は13人の子どもを産み、そのほとんどが奴隷として売られるのを見た。そして、私が母親としての深い悲しみで泣き叫んだとき、イエス様しか聞いてくれなかった！私は女ではないの？」
「彼らは頭の中にあるこれのことを話す。彼らはこれを何と呼ぶのだろうか？」（「知力だ。」と誰かが近くでささやいた。）「正解。女性の権利と黒人の権利に関係があるものは何だろうか？もし、私の容器は1パイントしか入らなくて、あなたの容器は1クォート入ったら、あなたの半分の量しか入らないこの容器を満たすのも許さないとは意地悪ではないの？」そして、トゥルースは意味ありげに指をさし、鋭い視線で差別発言をした聖職者をちらっと見た。声援は長く、大きかった。
「すると、その小さな黒衣の男性は、女性は男性と同等の権利を持つことはできない。なぜなら、イエス＝キリストは女ではないのだから！という。あなたのキリスト様はどこから来たのだろうか？」雷鳴とてその深く素晴らしい調子の声がしたように群衆を鎮めることはできなかったであろう。トゥルースは腕を広げ、炎のような瞳で立っていた。声をさらに張り上げてトゥルースは繰り返した。「あなたのキリスト様はどこから来たのだろうか？神と女性からである！男性はキリスト様とは関係なかったのだ。」
ああ、その小さな男性にはずいぶんな叱責だったものだ！他の反対者に向き直って、彼女は母なるイヴを弁護した。私はトゥルースの話の全部は記録できない。それは的を射た、機知のある、厳粛なものであり、ほとんどすべての文が他に何も聞こえなくなるほどの喝采を引き起こした。そしてトゥルースは断言することで締めくくった。

「もし、神がかつて創造した最初の女性が独力で世界をひっくり返すほどたくましかったら、女性たちは共に（トゥルースは演壇越に目を向けて）世界を元に戻し、再び正しいあり方に直せるに違いない！そして、今や女性たちはそう求めているし、男性は女性たちにそうさせるべきだ。」長く続いた声援がこれに反応した。「お聞きくださりありがとうございました。スジャーナばあさんには、もう何も言うことはありません。」
ゲイジは以下のように成果を述べた。拍手が鳴り響く中、トゥルースは、涙を流し、感謝の念から胸を高鳴らせる複数の人々を残して隅の彼女の席に戻った。トゥルースは自身の強健な腕で私たちを持ち上げ、自分たちで乗り越えることが困難なぬかるみの上を安全に運び、私たちの形勢を有利にした。私は今までの人生で、当時の暴徒のような雰囲気を鎮めた不思議な影響力のようなものは見たことがない。そして彼女は、興奮した聴衆の冷笑やあざけりを尊敬や賞賛の雰囲気に変えた。数百人が彼女と握手をするために駆け上がり、栄光ある母に祝辞を述べ、彼女の「人々の悪意に関して証言をする」という使命の成功を祈った。

## 後世への影響
ただ唯一疑いのない公認版のトゥルースの演説は存在しない。ロビンソンとトゥルースは奴隷制度廃止と女性の権利に関してともに仕事をした友人であった。そしてロビンソンの記事は自身の意見を全く付け加えていない追憶である。ロビンソンの版が『反奴隷制の喇叭』(Anti-Slavery Bugle)に掲載されたため、読者は女性の権利よりもアフリカ系アメリカ人の権利に関心を寄せた。ロビンソンの版が彼の読者に向けて構成されるということは起こり得る。トゥルースは自身の演説を文字に起こすうえでロビンソンと共同作業をしたが、彼女はロビンソンの執筆に一字一句違わないように指図することはなかった。
これまで一般に広く知られている標準版の演説はゲイジによって執筆されたものである。しかし、ゲイジが演説を文字に起こす際にトゥルースとともに作業をしたという記録はない。ゲイジは南部の方言を使ってトゥルースを描写したが、初期の演説の記録はそのことに触れていない。トゥルースは、自身の話す英語を誇りに思っていたと言われている。ゲイジの1863年版での方言のほうが、彼女が1881年に発行した版より訛りが強く表現されていない。異なる版でゲイジの文章を再び表現することは、トゥルースを換喩的に変身させる働きをしている。 また、トゥルースが当時演説をした聴衆はもっぱら恵まれた立場の白人女性で構成されていた。ゲイジによる回想の版で彼女は、トゥルースは歓迎されていたという記録が多くあるにもかかわらず、人々に女性参政権の大義を奴隷制度廃止と混同してほしくなかったという理由から、聴衆はトゥルースに演説をしてほしくなかったと述べた。ゲイジの版はさらなる文脈を付加しているが、これは後から再構成された書き起こしである。彼女は自身の解説を加え、出来事を全体として構築し、聴衆の反応を含めた。ゲイジの版は主として彼女の解説を基にし、彼女の表現方法で構成されており、純粋な出来事の表現とみなすことはできない。